# Lijst van olympische records shorttrack
Dit is een lijst van olympische shorttrackrecords.

## Mannen
| Discipline           | Jaar, locatie      | Datum            | Schaatsbaan            | Schaatser | Schaatser                                                | Tijd     |
| -------------------- | ------------------ | ---------------- | ---------------------- | --------- | -------------------------------------------------------- | -------- |
| 500 meter            | Pyeongchang - 2018 | 22 februari 2018 | Gangneung Ice Arena    | CHN       | Wu Dajing                                                | 39,584   |
| 1000 meter           | Peking - 2022      | 5 februari 2022  | Capital Indoor Stadium | KOR       | Hwang Dae-heon                                           | 1.23,042 |
| 1500 meter           | Peking - 2022      | 9 februari 2022  | Capital Indoor Stadium | HUN       | Shaolin Sándor Liu                                       | 2.09.213 |
| 5000 meter aflossing | Pyeongchang - 2018 | 22 februari 2018 | Gangneung Ice Arena    | HUN       | Shaoang Liu Shaolin Sándor Liu Viktor Knoch Csaba Burján | 6.31,971 |

## Vrouwen
| Discipline           | Jaar, locatie | Datum            | Schaatsbaan            | Schaatser | Schaatser                                                         | Tijd     |
| -------------------- | ------------- | ---------------- | ---------------------- | --------- | ----------------------------------------------------------------- | -------- |
| 500 meter            | Peking - 2022 | 5 februari 2022  | Capital Indoor Stadium | NED       | Suzanne Schulting                                                 | 42,379   |
| 1000 meter           | Peking - 2022 | 11 februari 2022 | Capital Indoor Stadium | NED       | Suzanne Schulting                                                 | 1.26,514 |
| 1500 meter           | Peking - 2022 | 16 februari 2022 | Capital Indoor Stadium | KOR       | Choi Min-jeong                                                    | 2.16,831 |
| 3000 meter aflossing | Peking - 2022 | 13 februari 2022 | Capital Indoor Stadium | NED       | Suzanne Schulting Selma Poutsma Xandra Velzeboer Yara van Kerkhof | 4.03,409 |

## Gemengd
| Discipline           | Jaar, locatie | Datum           | Schaatsbaan            | Schaatser | Schaatser                                                          | Tijd     |
| -------------------- | ------------- | --------------- | ---------------------- | --------- | ------------------------------------------------------------------ | -------- |
| 2000 meter aflossing | Peking - 2022 | 5 februari 2022 | Capital Indoor Stadium | NED       | Suzanne Schulting Xandra Velzeboer Itzhak de Laat Jens van 't Wout | 2.36,439 |